# Zhang Haipeng
Zhang Haipeng (Gaizhou, c. 1867-Beijing, 1949) fue un militar chino de origen manchú, que llegó a ser oficial del Ejército chino y, posteriormente, del Ejército Imperial de Manchukuo. Llegó a colaborar con los japoneses durante la ocupación nipona de Manchuria.

## Biografía
Nacido en la ciudad manchú de Gaizhou en 1867 o 1868, durante la Primera guerra chino-japonesa formó parte de las fuerzas Honghuzi que mandaba el señor de la guerra Feng Delin. Diez años después, estas fuerzas serían reclutadas como mercenarios por los japoneses durante la guerra ruso-japonesa, entre 1904-1905. Tras la revolución Revolución de Xinhai, Zhang pasó a mandar un regimiento de infantería bajo el nuevo gobierno republicano; a pesar de ello, apoyó el intento de restaurar la monarquía que encabezó Zhang Xun en 1917. Tras el colapso de los gobiernos republicanos y el comienzo de la Era de los señores de la guerra, Zhang pasó a servir al señor de la guerra manchú Zhang Zuolin. En 1923 fue nombrado comisario del Ferrocarril Chino del Este, y poco después participaría en la Primera Guerra Zhili-Fengtian.
Tras el Incidente de Mukden (1931) y la invasión japonesa de Manchuria, Zhang se encontraba al frente de la 2.ª Brigada de defensa provincial, en el distrito de Taonan —epicentro del territorio bajo su control—. Zhang no tardó mucho tiempo en alcanzar un acuerdo con los japoneses, siendo uno de los primeros comandantes chinos que negoció con los japoneses su cambio de alianza. Los japoneses le confirmaron como líder al frente del territorio, gozando de un cierto autogobierno. Las fuerzas de Zhang cooperaron con las fuerzas japonesas del Ejército de Kwantung y lograron derrotar al ejército liderado por el general Ma Zhanshan, que les cortaba el paso en su avance hacia Heilongjiang. Durante los siguientes meses siguió colaborando con los japoneses, mientras estos avanzaban por Manchuria. En 1932, Zhang fue uno de los jefes locales chinos que apoyó el nombramiento de Puyi —último emperador chino de la dinastía Qing— como jefe de Estado del nuevo estado pro-japonés de Manchukuo. A pesar de ello, Puyi dependía más del apoyo del Ejército de Kwantung que de un puñado de señores de la guerra como Zhang, cuyo pequeño ejército era una milicia de unos 2000 hombres mal entrenados y sin experiencia de combate.
Zhang Haipeng pasó a formar parte de la nueva administración de Manchukuo —que pronto se convirtió en un estado marioneta controlado por Japón—, y posteriormente se integraría en el recién constituido Ejército Imperial de Manchukuo. Zhang siguió estando al frente de un pequeño ejército cuasi-personal, al frente del cual tomó parte en la Pacificación de Manchukuo y, posteriormente, durante la Operación Nekka en apoyo de los ejércitos japoneses. Entre 1933 y 1934 fue gobernador de la provincia de Rehe. También destacó como presidente de la Sociedad de la Esvástica Roja en Manchukuo. Se retiró del Ejército en 1941, tras cumplir la edad reglamentaria. 
Tras el colapso de Manchukuo en 1945, Chang huyó de incógnito a Tianjin, pero fue descubierto y detenido. Juzgado por traición, fue ejecutado en 1949.